# Manfred Krick

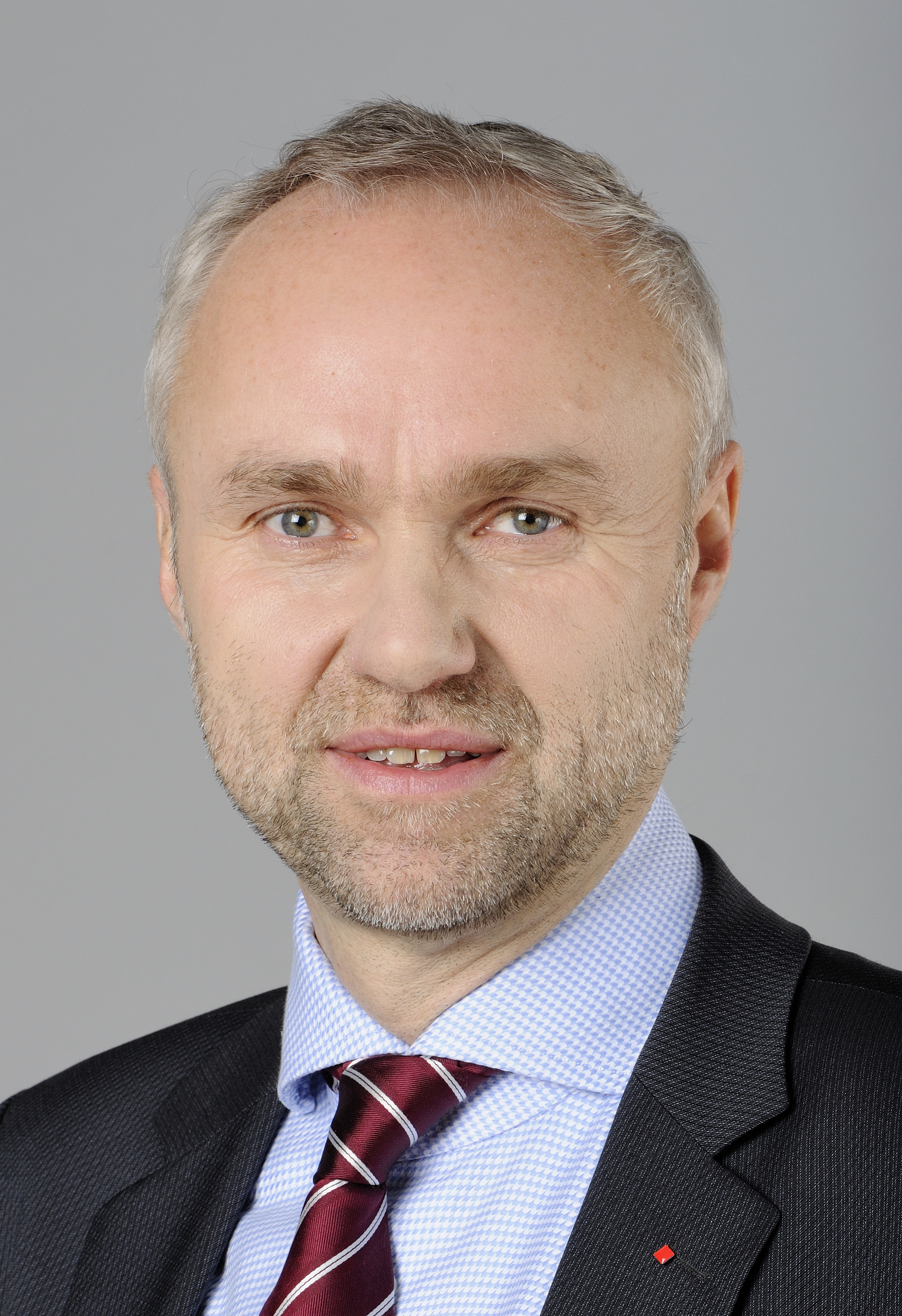
Manfred Krick (2013).

Manfred Krick (* 15. Mai 1956 in Arnsberg) ist ein deutscher Politiker (SPD). Er war von 2012 bis 2017 Abgeordneter im Landtag von Nordrhein-Westfalen.

## Leben
Krick besuchte die Volksschule und das Gymnasium in Arnsberg und legte dort auch sein Abitur ab. Er besuchte die RWTH Aachen, an der er Architektur und im Lehramt Geographie und Pädagogik studierte. 1981 bestand er die Diplomprüfung im Bereich Architektur.
Krick's beruflicher Werdegang begann bei einem Architekturbüro. Danach war er Baureferendariat bei der Oberpostdirektion Düsseldorf, in Erkrath, im Kreis Mettmann und beim Regierungspräsidenten von Düsseldorf. Nach einer Staatsprüfung für den höheren technischen Dienst zum Bauassessor arbeitete Manfred Krick bei der Deutschen Bundespost in den Oberpostdirektionen Koblenz und Düsseldorf als Referatsleiter für Hochbau. Von 1991 bis 1996 war er Leiter des Hochbauamts der Stadt Leverkusen, 1996 übernahm er dieses Amt in Düsseldorf. Dort leitet er seit 2005 das Garten-, Friedhofs- und Forstamt. Ferner ist Manfred Krick Mitglied der Architektenkammer NRW, arbeitete freiberuflich für Wettbewerbe und städtebauliche Planungen und war Gründungsvorstand der Stiftung Schloss und Park Benrath.
Manfred Krick ist verheiratet und hat drei Kinder.

## Partei und Politik
Krick gehört der SPD seit 1994 an. Dort war er Beisitzer und Schriftführer des Ortsvereins Mettmann. Seit 2004 ist er Mitglied des Kreistags, seit 2009 ist er stellvertretender Landrat des Kreises Mettmann. Bei der Landtagswahl 2012 gelang ihm durch den Gewinn des Direktmandats im Wahlkreis Mettmann II der Einzug in den Landtag. Dort war er Mitglied im Petitionsausschuss, im Ausschuss für Klimaschutz, Umwelt, Naturschutz, Landwirtschaft und Verbraucherschutz, im Ausschuss für Bauen, Wohnen, Stadtentwicklung und Verkehr sowie im Unterausschuss Landesbetriebe und Sondervermögen. Darüber hinaus gehörte er als stellvertretendes Mitglied dem Ausschuss für Familie, Kinder und Jugend und im Unterausschuss Klimaschutzplan. Mit dem Ende der Legislaturperiode schied er 2017 aus dem Landtag aus.